# Pognano
Pognano – miejscowość i gmina we Włoszech, w regionie Lombardia, w prowincji Bergamo.
Według danych na styczeń 2009 gminę zamieszkiwały 1552 osoby przy gęstości zaludnienia 480,5 os./1 km².